# Synchlora rufilineata
Synchlora rufilineata là một loài bướm đêm trong họ Geometridae.